# Ashes Are Burning
Ashes Are Burning es el cuarto álbum de la banda de rock progresivo británica Renaissance, lanzado en 1973.
Es el primer disco donde participa toda la formación clásica del grupo. Aunque Michael Dunford era ya parte de la banda antes de la públicación de Ashes are Burning, fue acreditado como músico invitado por los tiempos de impresión en las notas del disco.
También este sería el primer trabajo de Renaissance en estar acompañados de una orquesta sinfónica, característica que se mantendría en casi todos los álbumes que el grupo editó en los setenta.

## Lista de canciones
1. "Can You Understand?" (9:51) 
2. "Let It Grow" (4:14) 
3. "On the Frontier" (4:55) 
4. "Carpet of the Sun" (3:31)
5. "At the Harbour" (6:48)
6. "Ashes Are Burning" (11:20)
Bonus track en la edición remasterizada del 2019
7. "Can You Understand" (BBC Radio One "In Concert" - Grabado el 3 de enero de 1974 en el Paris Theatre en Londres)
8. "Let it Grow" (BBC Radio One "In Concert" - Grabado el 3 de enero de 1974 en el Paris Theatre en Londres)
9. "Ashes are Burning" (BBC Radio One "In Concert" - Grabado el 3 de enero de 1974 en el Paris Theatre en Londres)

## Integrantes
- Annie Haslam - voz principal y coros
- Michael Dunford - guitarra acústica
- John Tout - teclados y coros
- Jon Camp - bajo eléctrico, voz y coros
- Terence Sullivan - batería, percusiones y coros

Músicos invitados:
- Andy Powell - guitarra
- Richard Hewson - arreglo de cuerdas